# چهارتپه، قوبا
چهارتپه (به ترکی آذربایجانی: Çartəpə) یک منطقه مسکونی در جمهوری آذربایجان است که در شهرستان قوبا واقع شده است. چهارتپه ۷۰۶ نفر جمعیت دارد.